# Santi Nereo e Achilleo

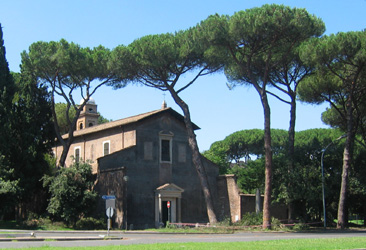
Santi Nereo e Achilleo

Santi Nereo e Achilleo (lat.: Sancti Nerei et Achillei) ist eine Kirche in Rom, die den heiligen Nereus und Achilleus geweiht ist. Der um 369 errichtete frühchristliche Vorgängerbau gehört zu den ältesten Titelkirchen Roms unter dem ursprünglichen Namen Titulus Fasciolae.

## Lage und Patrozinium
Die Kirche steht im XXI. römischen Rione San Saba am Piazzale Numa Pompilio mit der Fassade nach Nordwesten zur Viale delle Terme di Caracalla, etwa 100 Meter nordwestlich der Caracalla-Thermen.
Wegen des gleichen Namens besteht Verwechslungsgefahr mit der über den Domitilla-Katakomben außerhalb der Stadtmauern errichteten Basilika der heiligen Nereus und Achilleus, die auch als sogenannte Katakombenbasilika bekannt ist und im 5. oder 6. Jahrhundert errichtet worden war.
Nereus und Achilleus waren kaiserliche Soldaten, die um 295 unter Kaiser Diokletian wegen ihres Glaubens hingerichtet worden waren. Ihre Gräber wurden im Verlauf des 6. Jahrhunderts von den Domitilla-Katakomben in die Stadtkirche Titulus Fasciolae verlegt, die in der Folgezeit umbenannt wurde in Titulus SS. Nerei e Achillei.
Das ursprüngliche Patrozinium Titulus Fasciolae geht auf eine frühchristliche Legende zurück, wonach Petrus bei seiner Flucht aus dem Mamertinischen Kerker an dieser Stelle die Wundbinde (lat. fasciola = Binde) verloren haben soll, die er an seinem durch die Kerkerketten verletzten Fuß getragen hatte.
In einer Grabinschrift aus dem Jahr 377, die auf dem Friedhof der Patriarchalbasilika Sankt Paul vor den Mauern gefunden wurde, wird des verstorbenen Cinnamius Opas gedacht, der Lektor in der Kirche Titulus Fasciolae gewesen war.

## Baugeschichte
Von der frühchristlichen Kirche Titulus Fasciolae, die um 369 unter Papst Damasus I. (366–384) errichtet worden war, haben sich keine Spuren erhalten; ihre architektonischen Formen sind nicht bekannt; sie wurde offenbar durch Überschwemmungen weitgehend zerstört.
Den heutigen Kirchenbau ließ Papst Leo III. um 814 an derselben Stelle, aber auf höherem Niveau errichten. Von dieser Kirche bestehen heute noch die Außenmauern sowie das Mosaik am Triumphbogen und Teile des Altarziboriums. Weil die Umgebung der Kirche im 13. Jahrhundert verödet und nicht mehr bewohnt war, verfiel die Kirche allmählich. Deshalb wurden im Jahr 1228 unter Papst Gregor IX. (1227–1241) die Reliquien der Märtyrer Nereus und Achilleus und anderer Heiliger in die Kirche Sant’Adriano auf dem Forum Romanum übertragen. Im „Katalog von Turin“ wird berichtet, dass die Titelkirche um 1320 keinen Pfarrer mehr hatte und offenbar aufgegeben wurde. Papst Sixtus IV. (1471–1484) ließ die Titelkirche anlässlich des Heiligen Jahres 1475 notdürftig wiederherstellen; dabei wurde das Langhaus etwas verkürzt und die Portikus abgetragen.
Erst unter Cesare Baronio, der 1596 zum Kardinalpriester von SS. Nereo e Achilleo ernannt worden war, erfolgte eine durchgreifende Restaurierung unter weitgehender Beibehaltung der älteren Innenausstattung:
Öffnung der heutigen Lichtgaden und Erneuerung des Daches, Bau eines neuen Campanile, Wiederherstellung von Hochaltar und Ziborium, Bau einer Confessio und Aufstellung des Bischofsthrons (Kathedra), Restaurierung des Mosaiks über dem Triumphbogen und Ersatz des beschädigten Apsismosaiks durch eine Freskomalerei gleichen Themas. 1597 erhielt Kardinal Baronio die päpstliche Erlaubnis, die im Jahr 1228 nach Sant’Adriano übertragenen Reliquien der Märtyrer Nereo und Achilleo und anderer Heiliger wieder in seine Titelkirche zurückzuholen, was in feierlicher Prozession geschah. In dieser Zeit wurde die Kirche wieder in das kirchliche Leben der Stadt eingebunden; sie wurde außerdem zu einem Rastplatz für die Wallfahrer zu den sieben Pilgerkirchen Roms.

## Äußeres

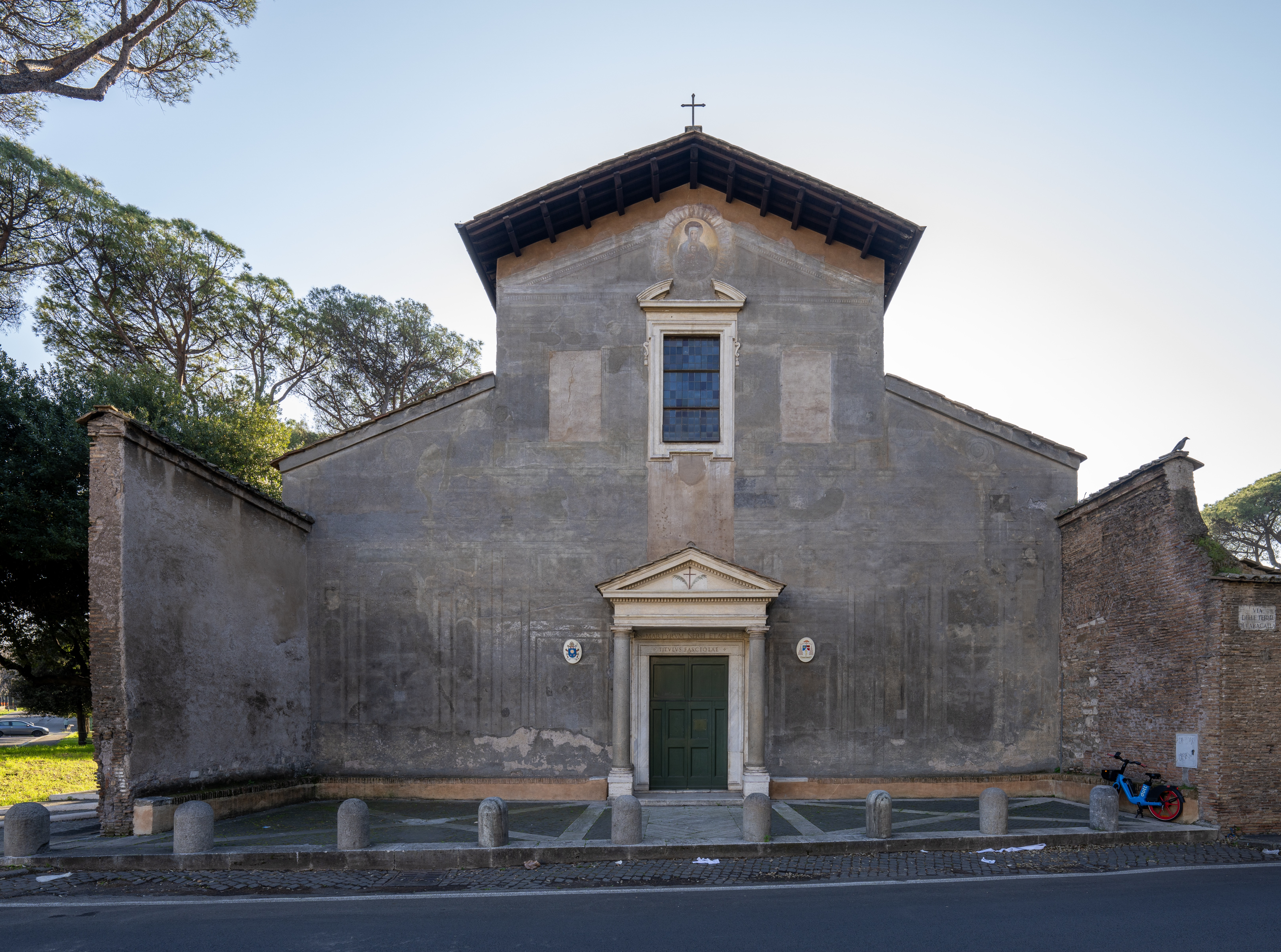
Fassade der Basilika Santi Nereo e Achilleo

Bei dem Neubau von 814 im Stil der Karolingischen Renaissance handelt es sich um eine dreischiffige Pfeilerbasilika ohne Querhaus (ca. 23 × 18 m) mit je sechs Jochen, halbrunder Apsis im Südwesten und Narthex im Nordosten. Neben der Apsis befanden sich ursprünglich zwei rechteckige Türme, für die es in Rom keine weiteren Beispiele gibt. An der Apsis sind heute drei vermauerte Rundbogenfenster zu sehen; der umlaufende Marmor-Architrav sowie die dort verwendeten Steine mit Blättern, Blüten und einer Maske stammen aus den benachbarten Caracalla-Thermen. Fast schmucklos ist die Fassade, verziert nur mit einem Ädikulaportal, an dessen Säulen nach toskanischer Ordnung heute die Wappenschilder des jeweils amtierenden Papstes und des Kardinalpriesters der Titularkirche angebracht sind. Ein mit durchbrochenem Segmentgiebel gerahmtes Fenster bildet den einzigen Schmuck der oberen Fassadenhälfte. Die Fassade enthält heute noch Malereireste verschiedener Jahrhunderte.

## Inneres und Ausstattung

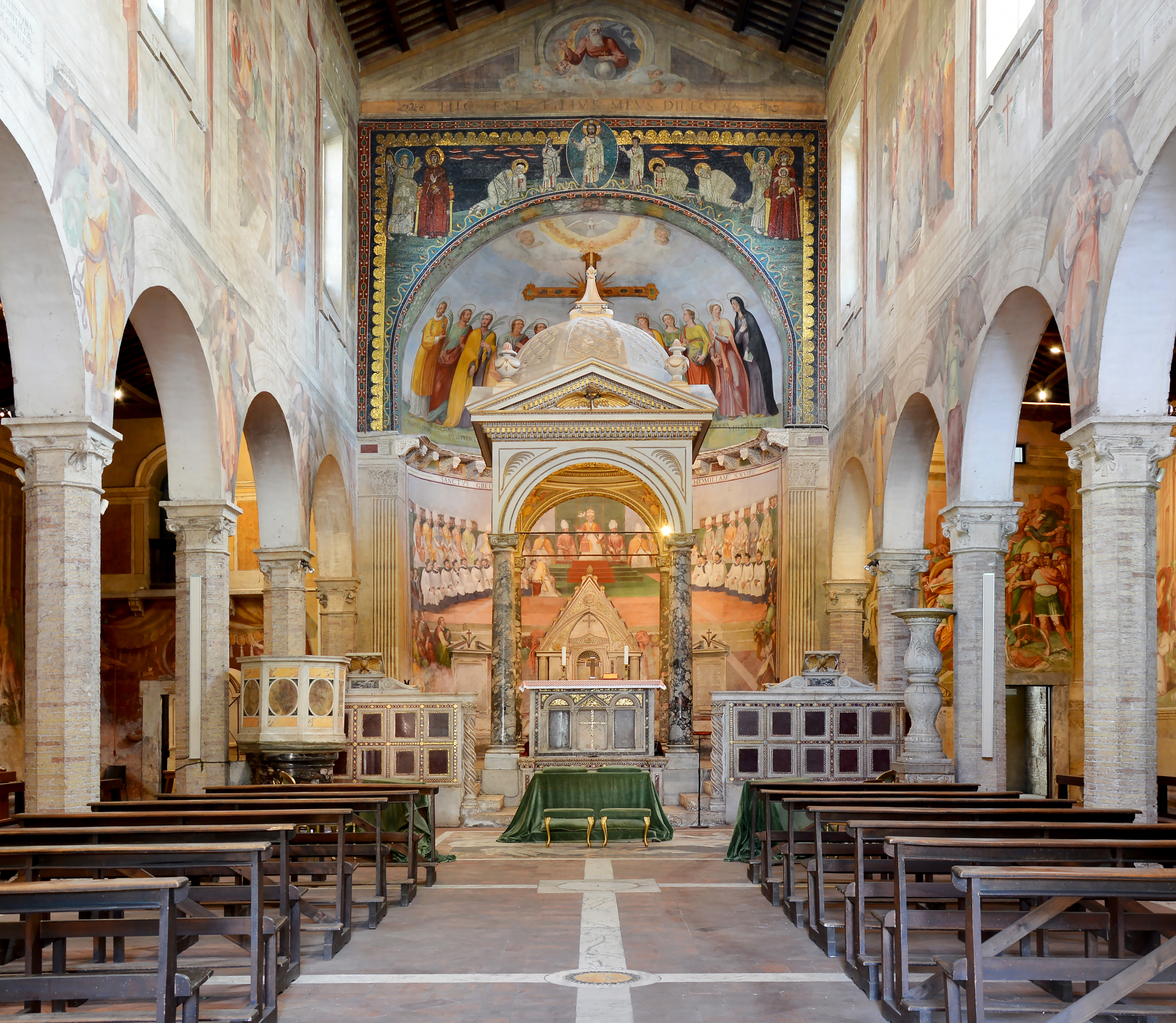
Blick in das Mittelschiff zu Hochaltar und Apsis

Die Kirche lässt die karolingische Gestaltung einer dreischiffigen Basilika auch im Inneren erkennen. Die Seitenschiffe schließen flach ab mit einem Durchgang zu den ehemaligen Türmen neben der Apsis. Die achteckigen Pfeiler mit Kapitellen datieren von den Restaurierungsarbeiten des 16. Jahrhunderts.
Die spätmanieristischen Fresken an den Hochwänden des Kirchenschiffs zeigen Szenen aus Leben und Martyrium der Heiligen Domitilla, Nereus und Achilleus; sie entstammen den legendären Mitteilungen in den jeweiligen Märtyrerakten. Diese Fresken wurden bis in die Gegenwart „il Pomarancio“ zugeschrieben und für ein Werk von Niccolò Circignani gehalten – die Zuschreibung wird aber mittlerweile in Frage gestellt und ist „in Diskussion“. Fragwürdig ist die Zuschreibung allein aufgrund der für diesen Maler sehr späten Entstehungszeit nach 1596, da er bereits zwischen Ende 1597 und 1599 starb, und zuletzt gar nicht in Rom lebte. Die Malereien sind stilistisch außerdem bereits deutlich klassizistisch beeinflusst, stehen also schon im Übergang zum frühen Barock. Darunter zwischen den Arkaden befinden sich Fresken von Engeln, die durch besondere Eleganz und Anmut auffallen und möglicherweise von einem anderen Künstler stammen.
In einem ganz anderen Stil, der noch ganz dem Manierismus römischer Prägung entspricht, sind die Fresken der Seitenschiffe gehalten; sie zeigen die brutalen Martyrien diverser anderer Heiliger und gelten als Werk der „römischen Schule vom Ende des 16. Jahrhunderts“. In jedem der Seitenschiffe befindet sich außerdem je ein Altar, die Darstellung der Heiligen Nereus, Achilleus und Domitilla auf dem linken Altar ist ein Werk von Cristoforo Roncalli, der genau wie der erwähnte Circignani als „il Pomarancio“ bekannt ist. Auf dem rechten Altar sieht man eine Madonna mit Engeln von Durante Alberti.
Die Reliquien von Nereus, Achileus und Flavia Domitilla ruhen in der von Kardinal Baronio geschaffenen gewölbten Confessio unter dem Hochaltar. Flavia Domitilla, die aus dem Geschlecht der Flavier stammte, ist Ende des 1. Jahrhunderts als Märtyrerin gestorben.
Von der Ausstattung sind außerdem zu erwähnen:
Die beiden Ambonen aus karolingischer Zeit stammen aus der römischen Kirche San Silvestro in Capite. Die Chorschranken, Teile des Fußbodens im Presbyterium, der Hochaltar und der Bischofsthron sind Kosmatenarbeiten des 12. und 13. Jahrhunderts, ebenso die vier Marmorsäulen des Altarziboriums. Den großen Osterleuchter des 15. Jahrhunderts hat Kardinal Baronio eigens für seine Titelkirche erworben.
Von besonderem kunstgeschichtlichem Interesse ist das Mosaik auf dem Apsisbogen aus der Zeit um 815, das im Gegensatz zu dem gleichzeitig entstandenen Mosaik in der Apsiskonche erhalten geblieben ist.
Am Apsisbogen wird die Verklärung des Herrn auf dem Berg Tabor dargestellt: In der Mitte steht Jesus als lux vera („wahres Licht“) mit segnender Gebärde in einer Mandorla, daneben Elia (mit Bart) und Mose (mit Schriftrolle) sowie die Apostel Petrus, Johannes und Jakobus, die sich vor der verklärten Erscheinung zu Boden geworfen haben und ihre Augen mit ihren Umhängen vor der Blendung schützen. Vereinzelt wird auch die Meinung vertreten, die Apostel seien in der Haltung der Proskynese dargestellt, einer aus dem byzantinischen Hofzeremoniell übernommene Geste der Anbetung und Unterwerfung. Auf den Gewändern der Apostel steht jeweils das Monogramm in roten Buchstaben: P und I H (die Initiale für Jakobus ging offenbar bei der letzten Restaurierung verloren). An den Rändern ist links eine Verkündigungsszene und rechts die Theotokos neben einem Engel zu sehen. Alle Gestalten – außer der rot gekleideten Maria auf dem goldenen Thronsessel – tragen blendend weiße Gewänder; außer Elia und Mose haben alle einen Nimbus.
Das Mosaik in der Apsis wurde 1596 im Zug der Restaurierungsarbeiten abgenommen und durch Fresken ersetzt. Da es zu der ursprünglichen Gesamtkomposition gehört, soll es hier beschrieben werden anhand einer Kopie des 16. Jahrhunderts in Temperatechnik aus der Biblioteca Vaticana: In der Mitte der Apsis befand sich ein großes Gemmenkreuz (crux gemmata) über dem Berg mit den vier Paradiesflüssen, dahinter eine rote Draperie als Hintergrund, auf beiden Seiten umgeben von je drei Schafen. Ungewöhnlich für die Entstehungszeit ist, dass der sonst übliche Thronsessel fehlt und dass es sich um eine stark vereinfachte Darstellung handelt.
Die im Jahr 1596 in der Apsis geschaffene Freskomalerei zeigt das gleiche Thema im Stil des 16. Jahrhunderts, aber mit Erweiterung um je eine Gruppe von Heiligen: Achilleus und Nereus, Sulpitius und Servilianus (Soldatenmärtyrer aus der Zeit Trajans), Caesarius (von Terracina?) sowie Domitilla (mit Krone), Euphrosyna und Theodora (Gefährtinnen der Domitilla), Feliciana und Plautilla, jeweils mit Märtyrerpalmen in Händen. Das Fresko darunter soll an eine Messfeier von Papst Gregor dem Großen in dieser Kirche erinnern.

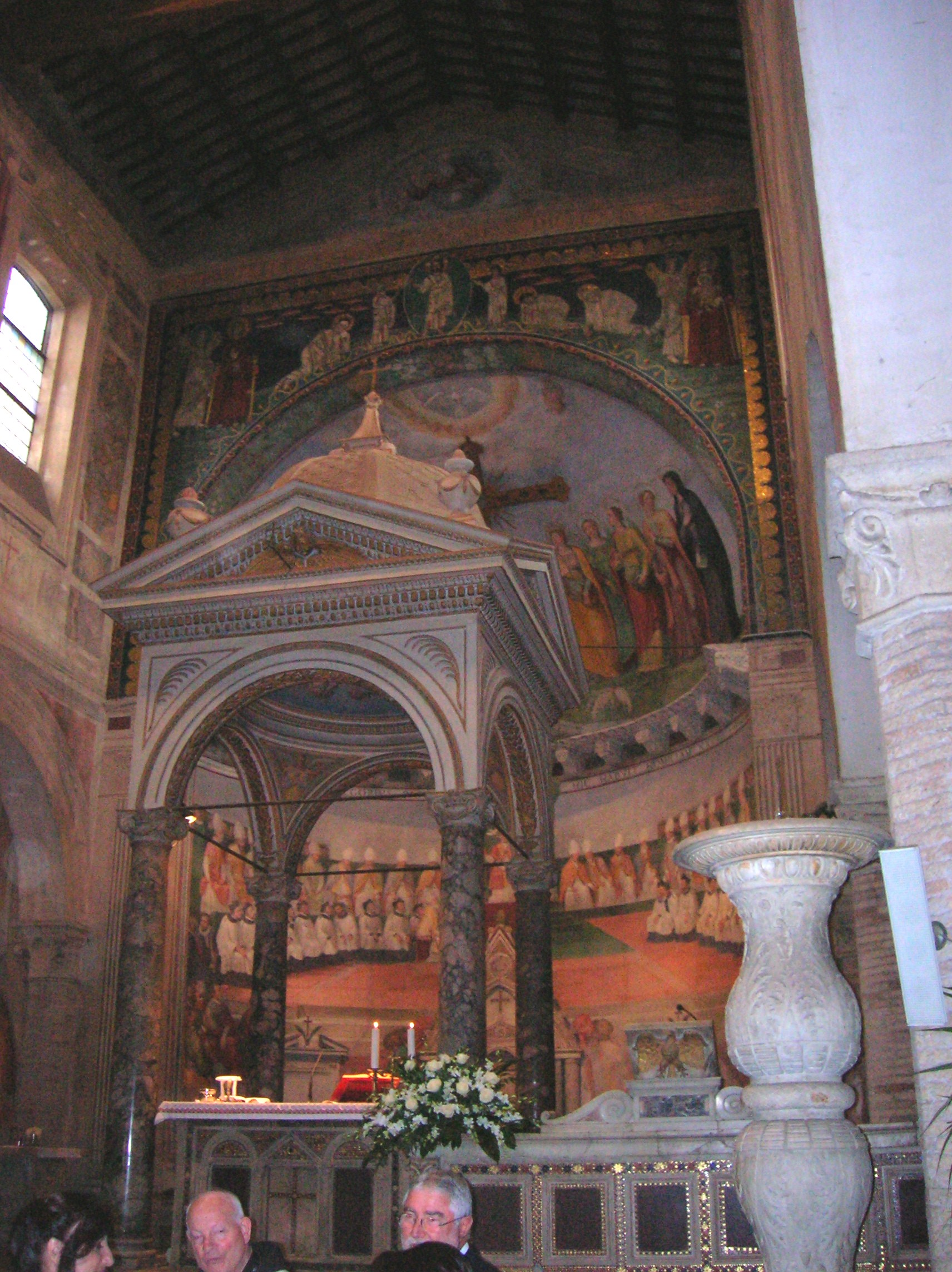
Hochaltar
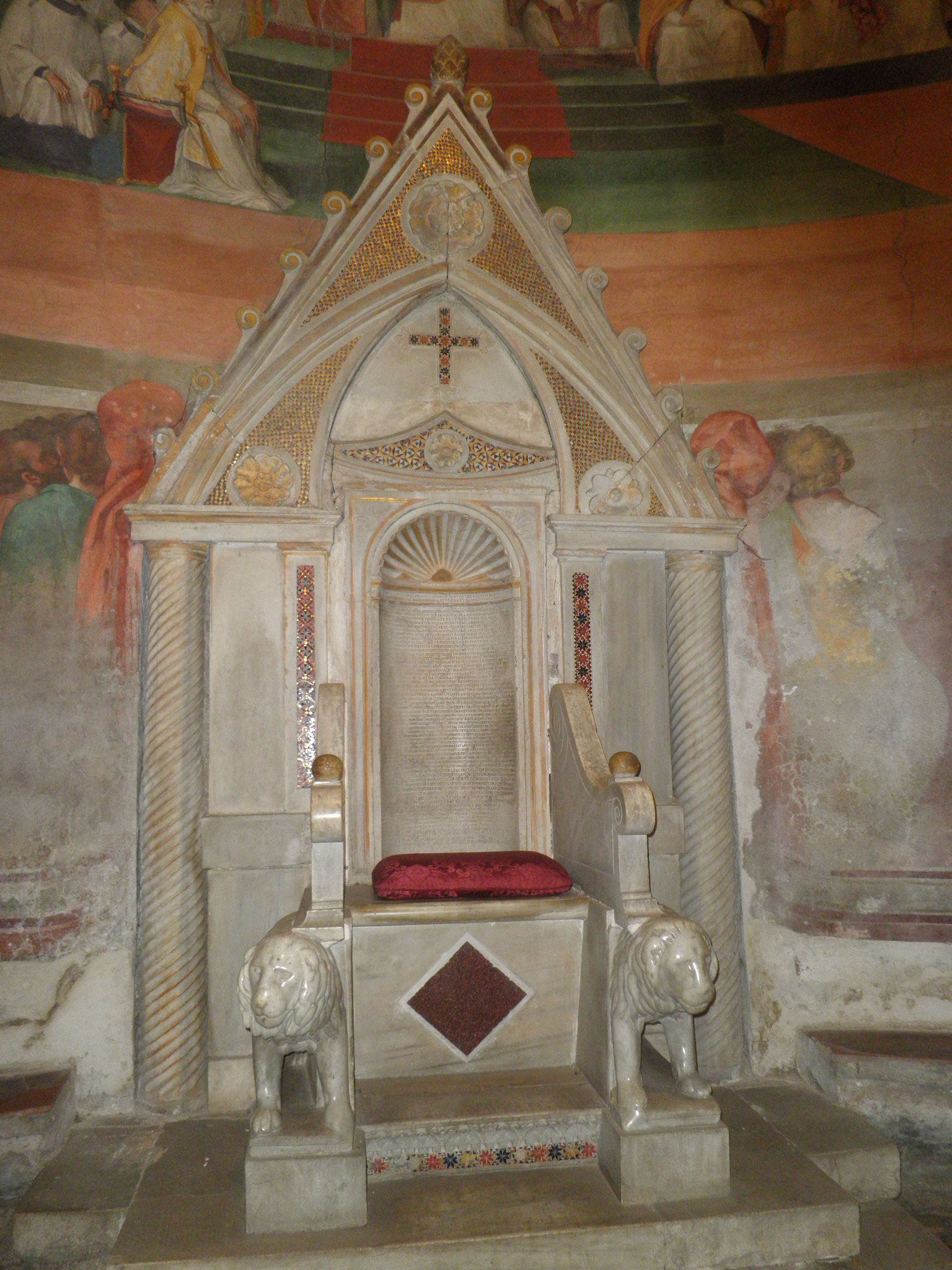
Bischofsthron
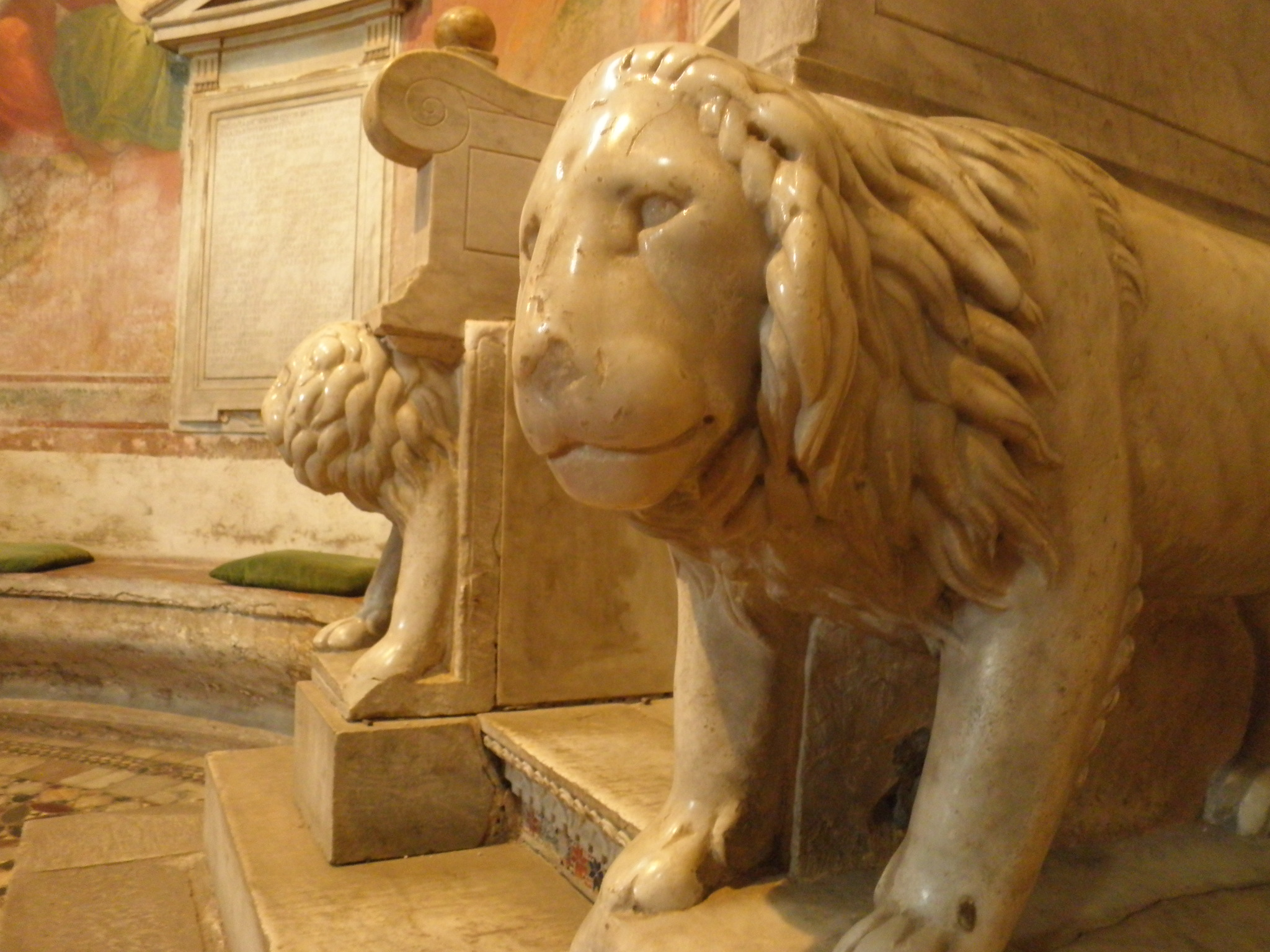
Löwe an der Kathedra
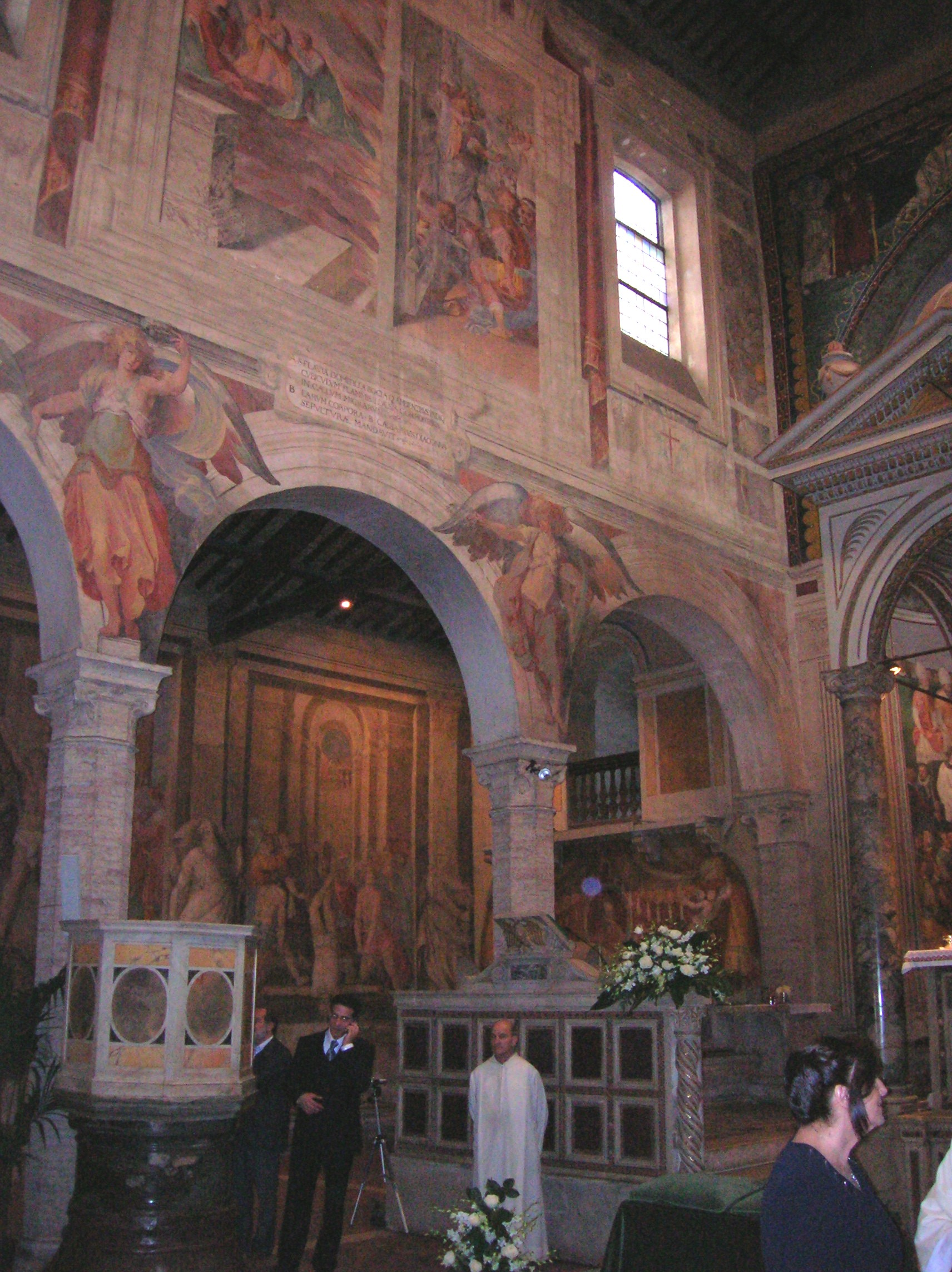
Ambo und Kanzel, Freskenmalerei des 16. Jahrhunderts
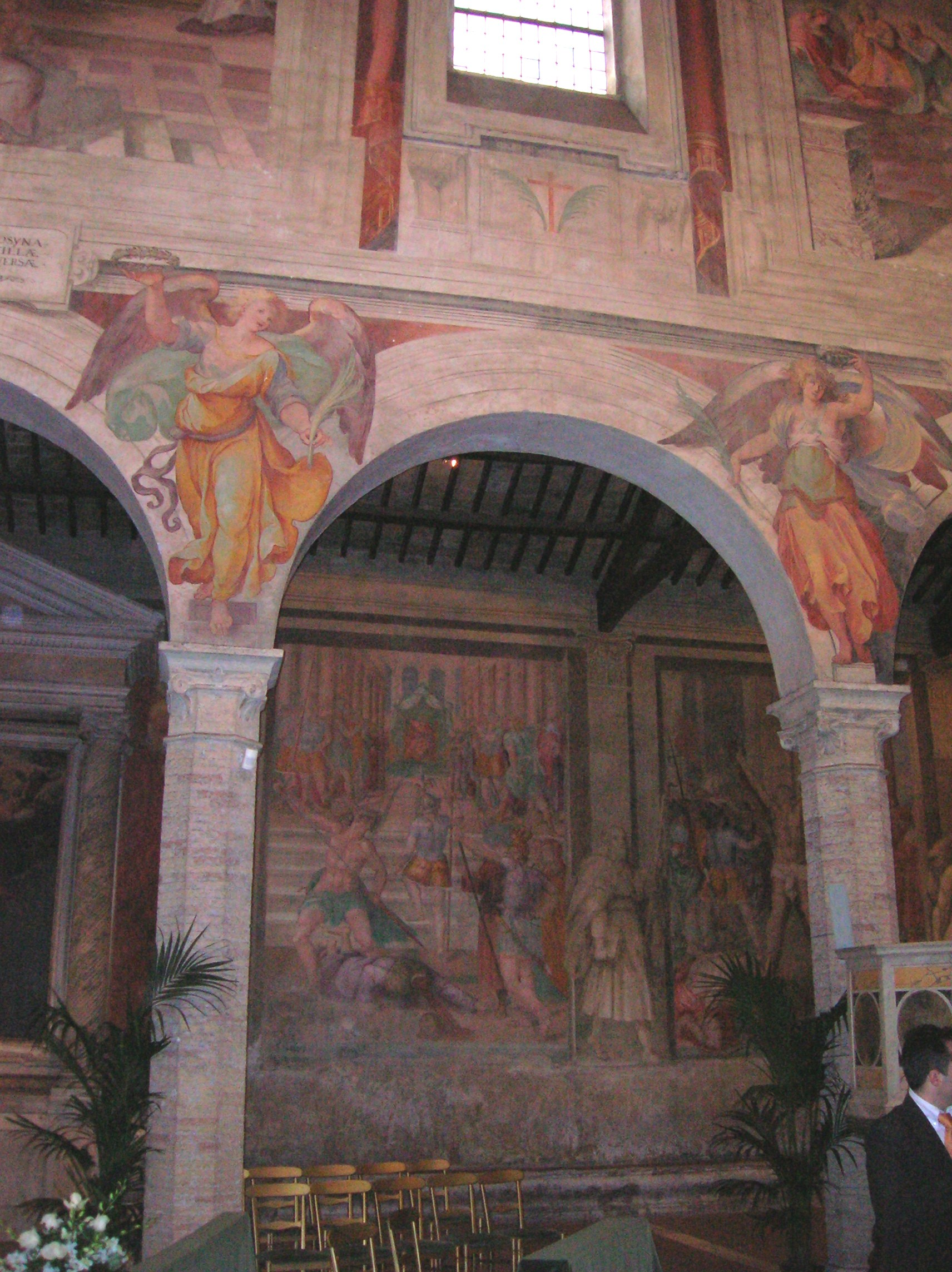
Pfeiler mit Kapitellen, Ausmalung des 16. Jahrhunderts
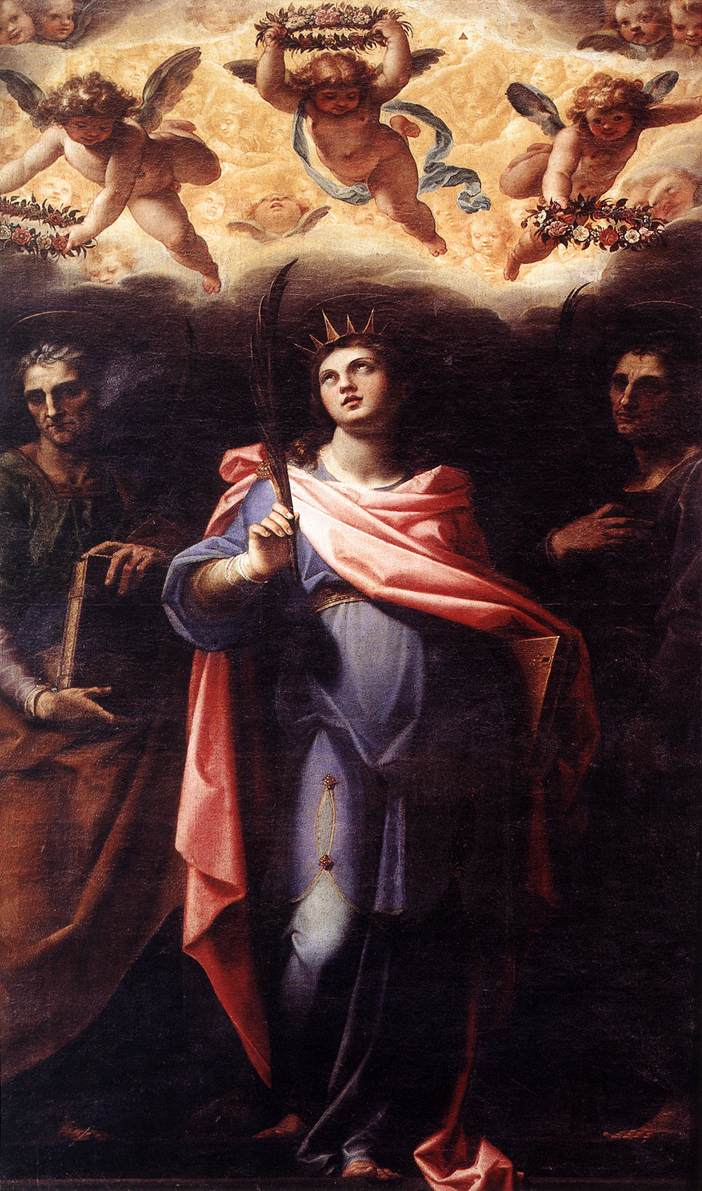
Cristoforo Roncalli: Domitilla mit Nereus und Achilleus, linker Seitenaltar (um 1598)

## Kardinalpriester
- Liste der Kardinalpriester von Santi Nereo e Achilleo